# Masillabune
Masillabune ist ein kleiner, ausgestorbener Paarhufer aus der Familie der Choeroptamidae, der im Mittleren Eozän in Europa vor rund 47 bis 43 Millionen Jahren lebte. Bekannt ist es über zwei relativ vollständige Skelettfunde aus der Grube Messel und dem Geiseltal. Es wies einen urtümlichen Körperbau auf mit einem nach oben gekrümmten Rücken, kurzen Vorder- und längeren Hinterbeinen und einem langen Schwanz. Vermutlich lebte Masillabune versteckt im Wald und ernährte sich von pflanzlicher Kost.

## Merkmale
Masillabune war ein kleiner Vertreter der Paarhufer, der mit einer Kopf-Rumpf-Länge von 43 cm nicht ganz die Größe heutiger Hirschferkel erreichte. Hinzu kam noch ein Schwanz von 18 cm Länge, der damit etwa 55 % der Rumpflänge (33 cm ohne Kopf) erreichte. Ein derartig langer Schwanz ist typisch für sehr urtümliche Paarhufer und kommt bei heute lebenden nicht vor. Bekannt ist Masillabune hauptsächlich über zwei Skelettfunde, die Erhaltung dieser Fossilien lässt aber nur bedingt Aussagen zu. Der Schädel war etwa 10 cm lang und besaß einen robusteren Bau, als dies beim nahe verwandten Amphirhagatherium der Fall ist. Das Rostrum hatte nur eine kurze Form. Das Hinterhauptsbein war ebenfalls kurz und in der Seitenansicht leicht eingedellt. Die Orbita befand sich oberhalb des zweiten Molaren.
Der Unterkiefer war eher grazil gebaut und wurde bis zu 8 cm lang. Dabei besaß er einen im gesamten Verlauf kaum in seiner Höhe variierenden Unterkieferkörper mit gerade verlaufenden Unterkanten. Das Gebiss wies einen ähnlichen Aufbau wie die anderen sehr frühen Paarhufer auf, besaß aber einige Besonderheiten. Ob die Gattung über die vollständige Bezahnung der Höheren Säugetiere verfügte, ist nicht bekannt, da sowohl im oberen als auch im unteren Gebiss nur ein Teil der Schneidezähne überliefert ist. An die knopfförmig gestalteten Schneidezähne schloss sich der Eckzahn an, der im Unterkiefer den Schneidezähnen glich, im Oberkiefer aber deutlich konisch-spitz ausgebildet war. Zu den hinteren Zähnen, die sich je Kieferhälfte aus jeweils vier Prämolaren und drei Molaren zusammensetzten, bestand ein kurzes, nur 3 mm langes Diastema. Der vorderster Prämolar im Unterkiefer war ebenfalls konisch geformt (caniniform) und bis zu 7 mm lang, alle anderen besaßen einen wenig molarisierten, viereckigen und weitgehend einhöckrigen Aufbau. Die Molaren dagegen waren bunoselenodont, das heißt, dass sich die für Wiederkäuer typische mondsichelförmige Schmelzhöckerstruktur auf der Kauoberfläche langsam zu entwickeln begann. Charakteristischerweise waren auf den Oberkiefermolaren fünf Höcker ausgebildet, auf den Unterkiefermolaren dagegen die typischen vier. Alle hinteren Zähne zeigten nur niedrige Zahnkronen (brachyodont). Die gesamte hintere Zahnreihe wurde bis zu 4,2 cm lang, wobei die Größe der Zähne nach hinten hin zunahm. So war der erste Prämolar nur 5 mm lang, der letzte Molar dagegen 9 mm. Im Gegensatz zum nahe verwandten Amphirhagatherium war die gesamte hintere Zahnreihe nahezu geschlossen.
Das Körperskelett ist nahezu vollständig überliefert, die einzelnen Knochen sind zum Teil aber stark fragmentiert. Die Wirbelsäule umfasste 7 Hals-, 13 oder 14 Brust-, 6 oder 7 Lenden-, 4 bis 5 Kreuzbein- und mindestens 16 Schwanzwirbel. Dabei zeigte der Verlauf der Rückenwirbel die für frühe Paarhufer typische, nach oben weisende Krümmung. Auffallend ist hier die deutliche Längenzunahme der ersten drei Schwanzwirbel, die danach wieder an Länge einbüßen. Die Gliedmaßen waren relativ schlank und kurz. Charakteristisch  sind vor allem die gegenüber den Hinterbeinen kürzeren Vorderbeine, was ebenfalls ein typisches Merkmal früher Paarhufer darstellt. Dabei erreichte der Oberarmknochen etwa 6,8 cm Länge, die Speiche 6 cm. Dem gegenüber wurde der Oberschenkelknochen 9,2 cm und das Schienbein 7,9 cm lang. Gegenüber dem gleich alten, aber urtümlicheren Messelobunodon aus der Grube Messel, das eine etwa vergleichbare Rumpflänge besaß (32 cm gegenüber 33 cm bei Masillabune), waren die Gliedmaßen deutlich kürzer. Bei den bekannten Funden enden sowohl die Vorder- als auch die Hinterbeine in je vier Strahlen (II bis V), allerdings ist unklar, ob an den Vorderfüßen nicht noch ein rudimentärer fünfter Strahl (I) ausgebildet war, was bei Paarhufern allgemein sehr urtümlich ist. Wie bei heutigen Vertretern waren die mittleren Strahlen (III und IV) am stärksten ausgebildet. So erreichten die mittleren Mittelfußknochen der Hinterfüße 9 mm mehr an Länge als die seitlich anstehenden.

## Fossilüberlieferung
Masillabune ist nur über wenige Funde bekannt und so ein vergleichbar eher seltenes Faunenelement, dass im Mittleren Eozän vor etwa 47 bis 43 Millionen Jahren im heutigen Europa lebte. Ein nahezu vollständiger, aber schlecht erhaltener Fund stammt aus der Grube Messel bei Darmstadt in Hessen und wurde 1974 entdeckt. Der Fund ist stark verdrückt und durch auflastende Sedimente beeinträchtigt. Ein weiteres recht vollständiges Skelett wurde aus dem Geiseltal bei Halle in Sachsen-Anhalt bekannt. Auch dieses ist deutlich beschädigt, vor allem im Schädelbereich. Hinzu kommen einzelne Zähne von der gleichen Lokalität.

## Paläobiologie
Die Form der Backenzähne mit ihrer bunoselenodonten Gestaltung lässt bei Masillabune auf einen spezialisierten Pflanzenfresser schließen. Beim Messeler Fund auftretende Reste des Mageninhaltes ergaben Analysen zufolge hauptsächlich Reste von Lorbeergewächsen. Da keine zusätzlichen Sandkörner im Mageninhalt auftreten, ist es als wahrscheinlich anzusehen, dass die Paarhufergattung ihre Nahrung nicht am Boden wühlend suchte, sondern in einem höheren Pflanzenstockwerk äste, worauf auch die eher kurze Schnauze hinweist.
Die Rekonstruktion des Körperskelettes zeigt gegenüber den frühesten Paarhufern, etwa Diacodexis oder Messelobunodon einige Veränderungen. Generell sind bei Masillabune wie bei den anderen frühen Paarhufern die Vorderbeine kürzer als die Hinterbeine, die späteren Vertreter von Masillabune scheinen diesen Unterschied aber schon etwas ausgeglichen zu haben. Allerdings sind die Beine von Masillabune gegenüber denen von Messelobunodon generell kürzer, trotz vergleichbarer Körpergrößen. Es ist zu vermuten, dass Masillabune nicht über die ausgeprägte Sprungfähigkeit der frühen Paarhufer verfügte und möglicherweise nicht als schnelles Fluchttier agierte, worauf auch die vollständige Trennung von Schien- und Wadenbein hinweist. Dadurch lebten die Tiere wahrscheinlich eher versteckter. Zusammen mit seiner stärker angepassten Ernährungsweise erscheint Masillabune schon deutlich spezialisierter als seine stammesgeschichtlichen Vorläufer.

## Systematik
Masillabune ist eine Gattung aus der  ausgestorbenen Familie der Choeropotamidae innerhalb der Ordnung der Paarhufer. Allgemeine Kennzeichen der Choeropotamidae stellen die bunoselenodonten Molaren und ein kurzes Diastema zwischen den ersten beiden Prämolaren dar. Das typische Kaumuster der Mahlzähne befürwortete ursprünglich ein näheres Verwandtschaftsverhältnis einerseits zu den Flusspferden (Hippopotamidae) einschließlich der Anthracotheriidae als deren potenzielle Vorläufer, andererseits zu den Schweineartigen (Suina). Die meisten Wissenschaftler stufen die Choeropotamidae heute als einen Teil einer Gruppe früher Paarhufer ein, die im Paläogen im westlichen Eurasien endemisch verbreitet war und deren genaueren Beziehungen unklar sind. Nähere Verwandte von Masillabune innerhalb der Choeropotamidae sind Choeropotamus, aber auch Amphirhagatherium, Haplobunodon und Hallebune. Ursprünglich wurde Masillabune als Mitglied der Haplobunodontidae beschrieben, die typischerweise fünf Höcker auf den Oberkiefermolaren besitzen, neuere Analysen allerdings vereinigen diese mit den Choeropotamidae, was jedoch nicht allgemein anerkannt ist. Eine Studie aus dem Jahr 2020 bevorzugt daher wieder eine Trennung der Haplobunodontidae und der Choeropotamidae, Masillabune fand hierin jedoch keine Berücksichtigung.
Es werden heute zwei Arten anerkannt:
- M. franzeni Erfurt & Haubold, 1989
- M. martini Tobien, 1980

Dabei ist M. franzeni gegenüber M. martini etwas jünger und moderner gestaltet.
Die Gattung Masillabune wurde 1980 von Heinz Tobien anhand des Skelettes aus der Grube Messel erstbeschrieben. Der Holotyp war bereits 1974 von Thomas Martin entdeckt worden und befindet sich in dessen Privatbesitz, Abgüsse stehen aber im Institut für Geowissenschaften der Johannes-Gutenberg-Universität Mainz und im Hessischen Landesmuseum in Darmstadt zur Verfügung. Der Name Masillabune geht auf Masilla, den ursprünglichen, im Lorscher Codex um 800 n. Chr. verwendeten Namen für Messel zurück, zudem bedeutet das griechische Wort βουνόν (bounon) so viel wie „Hügel“ und bezieht sich auf die Gestaltung der Kauoberfläche der Molaren.